# Терлецкий, Остап Степанович
Остап Степанович Терлецкий (укр. Остап Степанович Терлецький, псевдонимы — В. Кость, Ив. Заневич, В. Мак, Остафий Туземный, Патсон, Михалко; криптонимы О. Т., О. Т-кий; 5 февраля 1850, Назирная — 22 июля 1902, Львов) — украинский общественно-политический деятель социалистического толка, публицист, литературовед и историк. Фигурант первых в Галиции антисоциалистических судебных процессов.

## Биография
Родился в с. Назирная (позже — Коломыйского уезда, ныне — Ивано-Франковской области) в священнической семье о. Стефана и его жены Элеоноры из рода Цурковская. Учась в Станиславской гимназии (окончил в 1867), начал рукописную ученическую газету «Звезда» и создал молодёжное общество «Громада». На класс старше учился его друг Владимир Навроцкий. Терлецкий окончил философский факультет Львовского (1872) и юридический Венского университетов (1883).
Литературную деятельность начал с публикации фольклорных записей и крупной статьи о Григории Сковороде (1868—1869), а закончил неопубликованным очерком конца 1890-х «Украинское село в драмах Карпенко-Карого». Его исторические изыскания (часто под псевдонимом Иван Заневич) были посвящены обработке западноукраинской истории культурной и общественной — от попытки целостного воспроизведения столетнего развития Галицкой Руси в «Литературных устремлениях галицких русинов, 1772—1872» до незаконченного труда «Снос барщины в Галичине», который автор успел опубликовать лишь частично. Участник археологического съезда в Киеве (1874). Член историко-философской секции НТШ (с 1899).
Терлецкий был одним из руководителей нового радикального (революционно-демократического) течения, которое позже дало толчок к созданию Русско-украинской радикальной партии, к основанию которой в 1890 году был причастен. Галицкие «радикалы» исторически выделились из народовцев критикой как тех, так и москвофилов. Терлецкий был известен как поклонник Михаила Драгоманова и Сергея Подолинского. Вместе с последним издавал в Вене популярную социалистическую литературу на украинском языке («бабочки»), в том числе «писаные на основании Марксовых изысканий» три брошюры С. Подолинского и одну (с призывом к вооружённому свержению царизма) Феликса Волховского (последняя была конфискована, Терлецкий отдан под суд, но оправдан).
Работал библиотекарем в университетской библиотеке (Вена, 1872—1877). В 1874—1877 годах — председатель студенческо-академического общества и комитета «Сечь» в Вене. В «Сечи» также занимался переводами трудов европейских учёных на украинский язык, читал лекции и доклады на разнообразную тематику: «Шевченко и Некрасов», «Появление великорусской народности», «Дарвинизм и социализм» (последняя выявляла знакомство с марксизмом). При всём своём позитивизме и тяге к естественным наукам (теории Чарльза Дарвина и Эрнста Геккеля), Терлецкий слыл отличавшимся шиллеровской натурой как «врождённый идеалист», по характеристике И. Франко, который руководствовался нравственными императивами и предпочитал идеи «эмпирии». Драгоманов же отзывался о нём как о «совершенно европейце по своей науке и идеям».
В 1877 году арестован вместе с Иваном Франко (с которым впервые встретился только в заключении), Михаилом Павликом и другими по обвинению в принадлежности к тайной организации с социалистическими целями, в связях с заграницей и социалистической пропаганде. Прокуратура пыталась выставить его «эмиссаром русько-польской секции Интернационала» (на деле к тому моменту распущенного). Дело слушала уголовная коллегия суда в составе четырёх судей. Это был открытый судебный процесс.
Терлецкий заявил, что был по «убеждению социалистом», политическим единомышленником Михаила Драгоманова и считает себя одним из «немногочисленных представителей» социалистического мнения среди галицких украинцев. Идеалом Терлецкого была федеративная, демократическая республика, где правосудие вершит сама община. Он стремился к политическим и экономическим правам для народа, достижению равенства всех перед законом и равенства закона для всех. Мечтал о «собрании людей, разбитых на атомы, в сознательное общество людей, живущих одной жизнью».
Измученный болезнями (в течение 20 лет его истощали эпилептические приступы, которые, по словам Франко, «навсегда сломили его энергию, расстроили нервы и свихнули всю жизнь»), он сдал экзамены на юридический факультет (в 1899 стал доктором права) и до конца жизни пытался вести адвокатскую практику в Галичине, но полноценно адвокатом не стал и последние 20 лет жил в нищете. Был сотрудником львовских революционно-демократических изданий («Молот», «Світ», «Житє і слово»).
Похоронен на 23 поле Лычаковского кладбища.

## Творчество
Основные труды:
- «Галицько-руський нарід і галицько-руські народовці» (1874),
- «Лихва на Буковині» (1878),
- «Робітницька плата і рух робітницький в Австрії в послідніх часах» (1881),
- «Літературні стремління галицьких русинів у 1772—1872» (1894 — 95),
- «Москвофіли і народовці в 70-их рр.» (1902),
- «Галицько-руське письменство у 1848 — 65 pp.» (1903)